# 紀元前748年
紀元前748年（きげんぜん748ねん）は、西暦（ローマ暦）による年。紀元前1世紀の共和政ローマ末期以降の古代ローマにおいては、ローマ建国紀元6年として知られていた。紀年法として西暦（キリスト紀元）がヨーロッパで広く普及した中世時代初期以降、この年は紀元前748年と表記されるのが一般的となった。

## 他の紀年法
- 干支 : 癸巳
- 中国
  - 周 - 平王23年
  - 魯 - 恵公21年
  - 斉 - 荘公贖47年
  - 晋 - 文侯33年
  - 秦 - 文公18年
  - 楚 - 蚡冒10年
  - 宋 - 武公18年
  - 衛 - 荘公揚10年
  - 陳 - 文公7年
  - 蔡 - 宣侯2年
  - 曹 - 桓公9年
  - 鄭 - 武公23年
  - 燕 - 鄭侯17年
- 朝鮮
  - 檀紀1586年
- ユダヤ暦 : 3013年 - 3014年

## 死去
- 宋の武公